# El Crucero
El Crucero is een gemeente in het departement Managua in Nicaragua. De gemeente telde 15.400 inwoners in 2015, waarvan ongeveer 53 procent in stedelijk gebied (área de residencia urbano) woont.

## Geschiedenis
De gemeente is op 11 januari 2000 gevormd uit het voormalige district VII van de hoofdstad Managua.

## Geografie
De gemeente beslaat een oppervlakte van 226 km² en met een inwoneraantal van 15.400 in 2015 bedraagt de bevolkingsdichtheid 68 inwoners per vierkante kilometer.

### Aangrenzende gemeenten
| Aangrenzende gemeenten | Aangrenzende gemeenten | Aangrenzende gemeenten | Aangrenzende gemeenten | Aangrenzende gemeenten |
| ---------------------- | ---------------------- | ---------------------- | ---------------------- | ---------------------- |
|                        |                        | Managua                |                        | Ticuantepe             |
|                        |                        |                        |                        |                        |
| Villa Carlos Fonseca   | La Concepción (M)      |                        |                        |                        |
|                        |                        |                        |                        |                        |
|                        |                        | San Rafael del Sur     |                        | San Marcos (C)         |

## Verkeer
El Crucero wordt doorsneden door de Carretera Panamericana die een verbinding vormt met Managua en het departement Carazo.